# Борха Іглесіас
Борха Іглесіас (ісп. Borja Iglesias; нар. 17 січня 1993, Сантьяго-де-Компостела) — іспанський футболіст, нападник клубу «Баєр 04» та збірної Іспанії.

## Ігрова кар'єра
Народився 17 січня 1993 року в місті Сантьяго-де-Компостела. Борха Іглесіас починав займатися футболом в клубі «Валенсія». Потім він тренувався в командах «Ла-Рода» і «Вільярреал». За третю команду останнього Іглесіас виступав у сезоні 2012/13 в Терсері.
9 липня 2013 року він підписав контракт із «Сельтою». Втім наступні чотири роки Іглесіас відіграв за її резервну команду в Сегунді Б, де регулярно забивав і в сезоні 2016/17, забивши 34 голи в 39 матчах ліги, став найкращим бомбардиром турніру, а також обійшов Горана Марича у списку найкращих бомбардирів команди в історії. Втім незважаючи на таку результативність в дублі, в основі Борха майже не грав. 3 січня 2015 року від дебютував у Ла Лізі, вийшовши на заміну в гостьовому поєдинку проти «Севільї». Цей матч так і залишився єдиним у чемпіонаті, а наступного року Іглесіас зіграв ще одну гру в національному кубку.
У липні 2017 року Борха Іглесіас на правах оренди перейшов до клубу Сегунди «Реал Сарагоса», за який він також став регулярно забивати, відзначившись 22 голами у 39 матчах чемпіонату.
9 липня 2018 року перейшов у «Еспаньйол». Перший гол за нову команду забив 26 серпня у ворота «Валенсії». Загалом у сезоні провів за клуб 43 матчі у всіх турнірах і відзначився 20 влучними ударами. 
В серпні 2019 року за 28 мільйонів євро перебрався до севільського «Бетіса», за який в подальшому провів 181 гру і забив 52 м'ячі.
У січні 2024-го на правах оренди перейшов до леверкузенського «Баєр 04». Дебютував у Бундеслізі 3 лютого у виїзній грі проти «Дармштадта».

## Статистика виступів

### Статистика клубних виступів
| Сезон                 | Команда               | Чемпіонат             | Чемпіонат | Чемпіонат | Національний кубок | Національний кубок | Національний кубок | Континентальні кубки | Континентальні кубки | Континентальні кубки | Інші змагання | Інші змагання | Інші змагання | Усього | Усього |
| Сезон                 | Команда               | Ліга                  | Ігор      | Голів     | Ліга               | Ігор               | Голів              | Ліга                 | Ігор                 | Голів                | Ліга          | Ігор          | Голів         | Ігор   | Голів  |
| --------------------- | --------------------- | --------------------- | --------- | --------- | ------------------ | ------------------ | ------------------ | -------------------- | -------------------- | -------------------- | ------------- | ------------- | ------------- | ------ | ------ |
| 2013–14               | «Сельта Б»            | СДБ (ІІІ)             | 35        | 12        | -                  | -                  | -                  | -                    | -                    | -                    | -             | -             | -             | 35     | 12     |
| 2014–15               | «Сельта Б»            | СДБ (ІІІ)             | 36        | 17        | -                  | -                  | -                  | -                    | -                    | -                    | -             | -             | -             | 36     | 17     |
| 2015–16               | «Сельта Б»            | СДБ (ІІІ)             | 36        | 12        | -                  | -                  | -                  | -                    | -                    | -                    | -             | -             | -             | 36     | 12     |
| 2016–17               | «Сельта Б»            | СДБ (ІІІ)             | 37+2      | 32+2      | -                  | -                  | -                  | -                    | -                    | -                    | -             | -             | -             | 39     | 34     |
| Усього за «Сельту Б»  | Усього за «Сельту Б»  | Усього за «Сельту Б»  | 144+2     | 73+2      |                    | -                  | -                  |                      | -                    | -                    |               | -             | -             | 146    | 75     |
| 2014–15               | «Сельта Віго»         | ПД                    | 1         | 0         | КІ                 | -                  | -                  | -                    | -                    | -                    | -             | -             | -             | 1      | 0      |
| 2015–16               | «Сельта Віго»         | ПД                    | 0         | 0         | КІ                 | 1                  | 0                  | -                    | -                    | -                    | -             | -             | -             | 1      | 0      |
| Усього за «Сельту»    | Усього за «Сельту»    | Усього за «Сельту»    | 1         | 0         |                    | 1                  | 0                  |                      | -                    | -                    |               | -             | -             | 2      | 0      |
| 2017–18               | «Реал Сарагоса»       | СД (ІІ)               | 39+2      | 22        | КІ                 | 2                  | 1                  | -                    | -                    | -                    | -             | -             | -             | 43     | 23     |
| 2018–19               | «Еспаньйол»           | ПД                    | 37        | 17        | КІ                 | 6                  | 3                  | -                    | -                    | -                    | -             | -             | -             | 43     | 20     |
| 2019-20               | «Еспаньйол»           | ПД                    | -         | -         | КІ                 | -                  | -                  | ЛЄ                   | 3                    | 3                    | -             | -             | -             | 3      | 3      |
| Усього за «Еспаньйол» | Усього за «Еспаньйол» | Усього за «Еспаньйол» | 37        | 17        |                    | 6                  | 3                  |                      | 3                    | 3                    |               | -             | -             | 46     | 23     |
| 2019-20               | «Бетіс»               | ПД                    | 35        | 3         | КІ                 | 2                  | 0                  | -                    | -                    | -                    | -             | -             | -             | 37     | 3      |
| 2020-21               | «Бетіс»               | ПД                    | 28        | 11        | КІ                 | 4                  | 2                  | -                    | -                    | -                    | -             | -             | -             | 32     | 13     |
| 2021-22               | «Бетіс»               | ПД                    | 33        | 10        | КІ                 | 8                  | 5                  | ЛЄ                   | 10                   | 4                    | -             | -             | -             | 51     | 19     |
| 2022-23               | «Бетіс»               | ПД                    | 35        | 15        | КІ                 | 1                  | 0                  | ЛЄ                   | 6                    | 0                    | СКІ           | 1             | 0             | 43     | 15     |
| 2023-24               | «Бетіс»               | ПД                    | 11        | 0         | КІ                 | 1                  | 1                  | ЛЄ                   | 6                    | 1                    | -             | -             | -             | 18     | 2      |
| Усього за «Бетіс»     | Усього за «Бетіс»     | Усього за «Бетіс»     | 142       | 39        |                    | 16                 | 8                  |                      | 22                   | 5                    |               | 1             | 0             | 181    | 52     |
| Усього за кар'єру     | Усього за кар'єру     | Усього за кар'єру     | 363+4     | 151+2     |                    | 25                 | 12                 |                      | 25                   | 8                    |               | 1             | 0             | 418    | 173    |

## Титули і досягнення
- Володар Кубка Іспанії (1):

«Реал Бетіс»: 2022
- Чемпіон Німеччини (1):

«Баєр 04»: 2023–24
- Володар Кубка Німеччини (1):

«Баєр 04»: 2023–24